# Ikeda Tsunamasa
Pour les articles homonymes, voir Ikeda.
Ikeda Tsunamasa (池田 綱政, né le 18 février 1638 et mort le 5 décembre 1714), est un daimyo de l'époque d'Edo à la tête du domaine d'Okayama.
Sa fille adoptive épouse le noble de cour Ichijō Kaneka.

## Source de la traduction
- (en) Cet article est partiellement ou en totalité issu de l’article de Wikipédia en anglais intitulé « Ikeda Tsunamasa » (voir la liste des auteurs).